# Beril

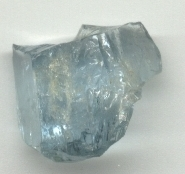
Aquamarijn

Beril is een mineraal. Het is een kleurloos, wit, gelig wit, geelgroen tot groen, roze, blauwig tot groenblauw, rood of goudgeel aluminium-beryllium-silicaat. De chemische formule is Al2Be3Si6O18. Het behoort tot de cyclosilicaten.

## Eigenschappen
De hardheid van het mineraal is 7,5 tot 8 (bros) op de schaal van Mohs en de streepkleur is wit. Het mineraal, dat in kristallen, korrelige, compacte of radiale aggregaten of keitjes voorkomt, is doorzichtig tot doorschijnend en heeft een glasachtige, matte glans. De dichtheid van beril is 2,63-2,80 en het heeft hexagonale kristalstructuur.

## Naamgeving
Bij Plinius komt beril voor als beryllus, ontleend aan Oudgrieks βήρυλλος, bērullos (= "edelsteen met zeegroene kleur").

## Voorkomen
Beril komt voor in pegmatieten en in hydrothermaal-pneumatolitische en metamorfe gesteenten en is vrij zeldzaam. De typelocatie is niet nader gedefinieerd, maar per variëteit verschillend. Het mineraal wordt onder andere gevonden in de Verenigde Staten (South Dakota, Connecticut), Brazilië, Duitsland en Australië. Het grootste berilkristal had een lengte van 18 meter en was 3,5 meter breed.

### Variëteiten
Beril wordt naar kleur en chemische samenstelling onderscheiden in een aantal variëteiten:
- Gewoon beril – meest verbreide variëteit
- Smaragd – groene edelsteen
- Aquamarijn – groenblauwe tot lichtblauwe edelsteen
- Morganiet – roze edelsteen
- Goudberil – goudgele edelsteen
- Heliodoor – gele tot geelgroene edelsteen
- Gosheniet – kleurloze edelsteen
- Bixbiet – rode edelsteen

## Toepassingen

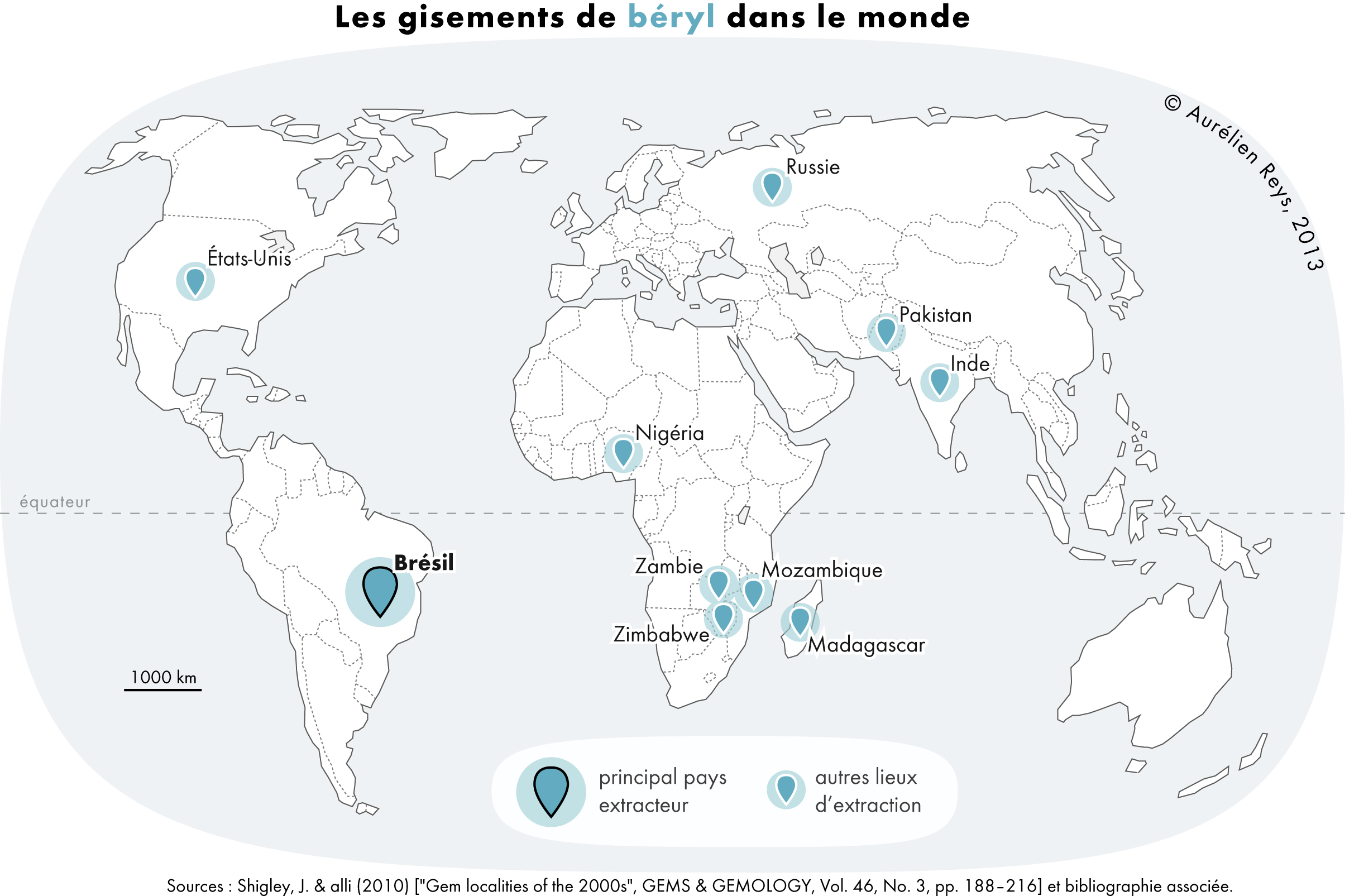
Belangrijkste beril producerende landen

In de middeleeuwen zou het mineraal, na slijpen, gebruikt zijn om de gezichtsscherpte te verbeteren. Het woord 'bril' is daarvan afgeleid. Echter, volgens Plinius keek keizer Nero reeds door een smaragd.
De industriële toepassingen van het mineraal zijn: grondstof van beryllium, ruimtevaart, (half)edelsteen (facetstenen, cabochons).